# Superflip
El superflip és una configuració especial del Cub de Rubik on totes les peces dels vèrtexs i de les arestes són al lloc que pertoca, els vèrtexs són orientats correctament, però les arestes estan orientades incorrectament ("flipped").
Per analogia, el terme superflip es refereix també a qualsevol algoritme que transforma el Cub de Rubik des del seu estat resolt a la configuració superflip.

## Propietats
La configuració superflip és totalment simètrica, cosa que implica que si s'aplica un algoritme superflip, no importa de quina orientació del cub es parteix, ja que sempre produeix la mateixa posició.
El superflip és autoinvers, és a dir, si s'apliquen dos cops seguits el superflip es retorna el cub a la posició de partida.
A més, el superflip és l'única configuració central no trivial del Cub de Rubik. Això implica que és commutatiu amb qualsevol altre algoritme, és a dir, executar un algoritme X seguit per un superflip proporciona la mateixa posició que executar primer un superflip i després un algoritme. Més encara, per extensió això implica que el commutador del superflip i de qualsevol altre algoritme porta el cub cap a posició de partida (la resolta).

## Algoritmes
A la taula de sota s'hi mostren quatre possibles algoritmes per passar el cub resolt a una configuració superflip. També s'hi indica quants de moviments hi ha per a cada mètrica: la que computa una rotació de 180 graus d'una cara com a un sol moviment (HTM), la que en computa dos (QTM), i la computa com a un sol moviment la rotació d'una capa central del cub (STM).
En aquesta taula els algoritmes estan donats en notació de Singmaster:
| Algoritme                                                                                        | Rotacions en mètrica: | Rotacions en mètrica: | Rotacions en mètrica: |
| Algoritme                                                                                        | HTM                   | QTM                   | STM                   |
| ------------------------------------------------------------------------------------------------ | --------------------- | --------------------- | --------------------- |
| {\displaystyle {\text{U R2 F B R B2 R U2 L B2 R U' D' R2 F R' L B2 U2 F2}}}                      | 20                    | 28                    | 19                    |
| {\displaystyle {\text{R' U2 B L' F U' B D F U D' L D2 F' R B' D F' U' B' U D'}}}                 | 22                    | 24                    | 22                    |
| {\displaystyle {\text{M2 U' R2 D' S M2 U M' U2 F2 D' S M2 U' R2 U'}}}                            | 22                    | 32                    | 16                    |
| {\displaystyle {\text{M' U M' U M' U M' U y' z' M' U M' U M' U M' U y' z' M' U M' U M' U M' U}}} | 36                    | 36                    | 24                    |